# Di sản kiến trúc
Di sản kiến trúc là một loại di sản văn hóa. Các công trình kiến trúc được coi là di sản kiến trúc khi nó mang những giá trị tiêu biểu đặc trưng về các khía cạnh lịch sử, văn hóa, nghệ thuật đối với dân cư địa phương, quốc gia, hoặc cộng đồng quốc tế. Việc đánh giá giá trị di sản kiến trúc, xếp hạng di sản kiến trúc, hay đề xuất giải pháp bảo tồn và khai thác giái trị di sản kiến trúc thường rất hay gây ra mâu thuẫn xã hội giống như đối với nhiều loại di sản văn hóa khác. Nguyên nhân chính là do các tổ chức cá nhân thường có mới quan tâm khác nhau và cách hiểu khác nhau về giá trị tiêu biểu đặc trưng của di sản kiến trúc cũng như các giải pháp hợp lý để duy trì các giá trị này. Ngoài ra, do các di sản kiến trúc thường không còn nguyên vẹn nhưng lại liên quan đến nhiều sự kiện lịch sử văn hóa chính trị khác nhau, những phát kiến mới về khảo cổ hay các thông tin liên quan đến di sản kiến trúc có khả năng làm thay đổi quan niệm về giá trị của toàn bộ di sản.
(cần mở rộng hơn)